# 19 (число)
Вижте пояснителната страница за други значения на 19.
Деветнайсет (също и деветнадесет) е естествено число, предхождано от осемнайсет и следвано от двайсет. С арабски цифри се записва 19, а с римски – XIX. Числото 19 е съставено от две цифри от позиционните бройни системи – 1 (едно) и 9 (девет).

## Математика
- 19 е нечетно число.
- 19 е осмото просто число.
- 19 е безквадратно число.
- 19 е петото щастливо число.
- 17 и 19 са четвъртата двойка прости числа близнаци.
- Многоъгълник с 19 страни (и ъгли) се нарича деветнадесетоъгълник или енеадекагон (нонадекагон). Правилният деветнадесетоъгълник има вътрешен ъгъл от приблизително 161,05°.

## Други факти
- Химичният елемент под номер 19 (с 19 протона в ядрото на всеки свой атом) e калий.
- До 19-годишна възраст хората се наричат тийнейджъри.